# 実蒔原の戦い
実蒔原の戦い（さねまきはらのたたかい）は、長享2年（1488年）2月5日、相模国実蒔原（神奈川県伊勢原市）において、扇谷上杉氏と山内上杉氏の間で行われた戦い。長享の乱の中の一合戦として位置づけられ、須賀谷原の戦い・高見原の戦いと共に関東三戦と称された。

## 経過
長享元年（1477年）、山内上杉氏当主・顕定が扇谷上杉氏に通じた長尾房清の下野国勧農城を攻撃したことにより、両上杉氏の間で長享の乱が勃発。勢力で勝る顕定は、機先を制して扇谷上杉氏の相模国における本拠地・糟屋館を攻略するために鉢形城（埼玉県寄居町）を出陣。上杉朝昌が城主を務める七沢城（神奈川県厚木市）を攻略して糟屋館へと攻め寄せた。
これを受けた扇谷上杉氏当主・定正は河越城（埼玉県川越市）から一昼夜で救援に駆け付け、糟屋館付近の実蒔原で顕定と激突。「原野血に染まって野草緑を替えにける」ほどの激戦が繰り広げられ、最終的には扇谷上杉氏の勝利に終わった。

## 結果
寡兵をもって山内上杉氏の大軍を破った定正は、同年6月の須賀谷原の戦いでも山内上杉勢を迎撃して勝利し、同11月の高見原の戦いでは反転攻勢に出て三度目の勝利を収める。　
この大規模な「関東三戦」（『梅花無尽蔵』）における扇谷上杉氏の勝利は、山内上杉氏との間のパワーバランスを覆すまでには至らなかったものの、互角の状態に持ち込むことには成功。延徳2年（1490年）には一応の和睦が成立した。